# Pauropodoidea
Pauropodoidea – najliczniejsza w gatunki nadrodzina skąponogów z rzędu Tetramerocerata.

## Opis
Przedstawiciele tej nadrodziny wyróżniają się wolną głową oraz pygidium. Ciało ich jest wrzecionowato-cylindryczne, barwy białawej. Grzbietowa strona głowy wyposażona jest w jedną, nieparzystą szczecinkę (seta) z przodu i 4 poprzeczne rzędy szczecinek za nią. Tergity są u nich nieznacznie lub słabo zesklerotyzowane, a szczecinki (setae) na nich układają się w poprzeczne rzędy. Dorosłe formy mają od 8 do 10 par odnóży. U gatunków mających 9 lub 10 par, pierwsza i ostatnia, a u gatunków o 8 parach także przedostatnia, są 5-segmentowe zaś pozostałe 6-segmentowe lub wszystkie pary odnóży mają 5 segmentów. Empodium  wyposażone jest w dobrze rozwinięty środkowy pazurek oraz przednie i tylne przydatki. Poruszają się szybko.

## Systematyka
To tej nadrodziny skąponogów należą 4 rodziny:
- Pauropodidae Lubbock, 1867
- Polypauropodidae Remy, 1932
- Amphipauropodidae Scheller, 2008
- Diplopauropodidae Scheller, 1988.